# FCN3
FCN3 (англ. Ficolin 3) – білок, який кодується однойменним геном, розташованим у людей на короткому плечі 1-ї хромосоми.  Довжина поліпептидного ланцюга білка становить 299 амінокислот, а молекулярна маса — 32 903.
| 10         |  | 20         |  | 30         |  | 40         |  | 50         |
| ---------- |  | ---------- |  | ---------- |  | ---------- |  | ---------- |
| MDLLWILPSL |  | WLLLLGGPAC |  | LKTQEHPSCP |  | GPRELEASKV |  | VLLPSCPGAP |
| GSPGEKGAPG |  | PQGPPGPPGK |  | MGPKGEPGDP |  | VNLLRCQEGP |  | RNCRELLSQG |
| ATLSGWYHLC |  | LPEGRALPVF |  | CDMDTEGGGW |  | LVFQRRQDGS |  | VDFFRSWSSY |
| RAGFGNQESE |  | FWLGNENLHQ |  | LTLQGNWELR |  | VELEDFNGNR |  | TFAHYATFRL |
| LGEVDHYQLA |  | LGKFSEGTAG |  | DSLSLHSGRP |  | FTTYDADHDS |  | SNSNCAVIVH |
| GAWWYASCYR |  | SNLNGRYAVS |  | EAAAHKYGID |  | WASGRGVGHP |  | YRRVRMMLR  |

A: Аланін

C: Цистеїн

D: Аспарагінова кислота

E: Глутамінова кислота

F: Фенілаланін

G: Гліцин

H: Гістидин

I: Ізолейцин

K: Лізин

L: Лейцин

M: Метіонін

N: Аспарагін

P: Пролін

Q: Глутамін

R: Аргінін

S: Серин

T: Треонін

V: Валін

W: Триптофан

Задіяний у таких біологічних процесах як імунітет, вроджений імунітет. 
Білок має сайт для зв'язування з іонами металів, іоном кальцію, лектинами. 
Секретований назовні.